# Felix Wankel

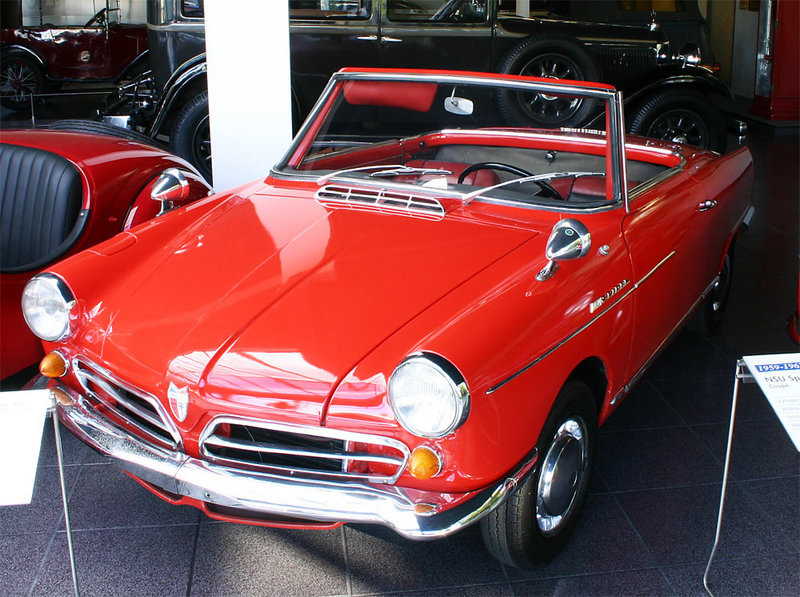
NSU Spider s Wankelovým motorem

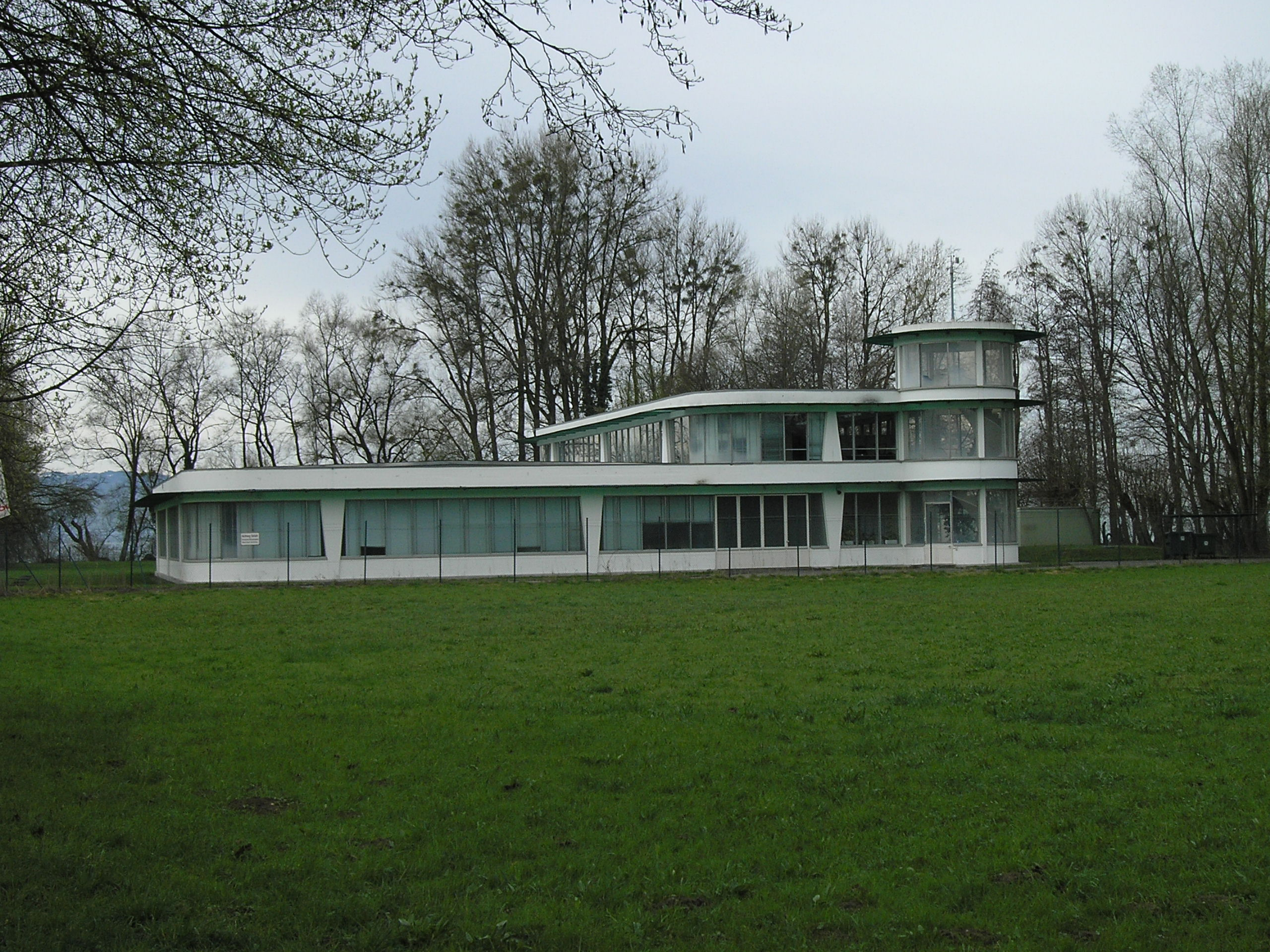
Bývalá budova Technische Entwicklungsstelle (TES) v Lindau

Felix Heinrich Wankel (13. srpna 1902,  – 9. října 1988, Heidelberg) byl německý mechanik a konstruktér. Je po něm pojmenován Wankelův motor.
Felix Wankel byl konstruktér bez vyššího vzdělání. Zabýval se problémem utěsnění strojních částí, které se pohybují v prostředí s vysokým tlakem a teplotou. Navzdory nedostatku vzdělání se v tomto oboru stal specialistou.
V období mezi první a druhou světovou válkou vybudoval v Lindau soukromou dílnu. Z ní později vznikl skutečný závod Wankel-Versuchs-Werkstätten (Wankelovy pokusné dílny). V tomto závodě probíhal ve spolupráci s leteckým ústavem během druhé světové války vývoj rozvodových posouvačů leteckých motorů. Rotační posouvač, který Wankel navrhl, umožňoval lepší plnění motoru a zvýšení jeho otáček a výkonu. Konec války a pokles zájmu o pístové spalovací motory v letectvu byl příčinou přerušení vývoje.
Wankel se zabýval i motory s rotujícími písty, které rovněž čelí těžkostem souvisejícím s utěsněním jejich pístů v bloku motoru. Dokladem jeho zájmu jsou patenty z let 1929 a 1934. Koncem druhé světové války byl Wankelův závod zničen.
Za několik let po válce byl za podpory Sdružení německých průmyslníků vybudován ve městě Lindau nový ústav a Wankel byl pověřen jeho vedením. Od roku 1951 spolupracoval Wankelův ústav a firma NSU Motorenwerke. Výsledkem společného vývoje je i Wankelův motor.